# 密西根大学迪尔伯恩分校
密西根大学迪尔伯恩分校（英語：University of Michigan - Dearborn，简称），位於美国密西根州迪尔伯恩市，是一所成立於1959年的公立大學。此校是密西根大学董事会辖下、独立运作的一所区域性大学，无论在管理、财政、学术及学位认证上，皆与自行獨立運作，与密西根大学弗林特分校相类似。
体育上，密西根大学迪尔伯恩分校拥有一支自己的队伍，称为迪尔伯恩狼獾队（UMD Wolverine），属于全国大学校际体育协会（NAIA）级别的隊伍，程度较国家大学体育协会（NCAA）第三级联赛级别低。

## 学术
密西根大学迪尔伯恩分校提供90多个本科专业，28个硕士专业和3个博士专业。它的商学院和计算机工程学院都有国家级的声誉。这所学校也着力于为底特律的社区服务。US News在2021年美国中西部区域性大学排名将其列为第31位。

## 体育
密西根大学迪尔伯恩分校和其主校区安阿伯一样，拥有一支名为“狼獾”的队伍，且队服颜色也是相同的。但是，密西根大学迪尔伯恩分校狼獾队和主校区的密西根大学狼獾队是两支不一样的队伍。密西根狼獾队是美国大学顶级体育赛会NCAA下属一级联赛的顶级分区十大联盟中的劲旅，然而迪尔伯恩的狼獾队则是比NCAA第三级联赛级别还低的国家学院院制竞技协会NAIA的队伍。然而，在NAIA中，狼獾队（特别是它的冰球队）还算是支地方豪强，它获得过的荣誉包括：
- 1980 – 男子冰球 (亚军) - NAIA
- 1983 – 男子冰球 (亚军) – NAIA
- 1984 – 男子冰球 (亚军) – NAIA
- 1992 – 男子冰球 (亚军) – 冰球联赛（和NCAA同级）
- 2008 - 男子拉各比球 - 密西根州联赛